# The Real Housewives of Antwerp
The Real Housewives of Antwerp (afgekort RHOANT) is een realityreeks van Play4 waarin zeven welgestelde vrouwen worden gevolgd. Het is de Vlaamse versie van het Amerikaanse The Real Housewives-format.

## Productie
Na het succes van de Nederlandse The Real Housewives of Amsterdam wou Vlaanderen ook hun eigen variant. Oorspronkelijk was het de bedoeling dat de serie The Real Housewives van Vlaanderen zou gaan heten, maar tijdens de definitieve casting werd steeds duidelijker dat de meeste vrouwen uit Antwerpen kwamen of daar juist vaak aanwezig waren.
De casting heeft een lange tijd geduurd, omdat de producenten niet eens waren over de casting. Aanvankelijk zou Jill Lilly Cnudde, na een gastoptreden in The Real Housewives of Amsterdam, onderdeel zijn van de cast, maar vonden de producenten dat ze toch wat te jong was om mee te doen als housewive. Uiteindelijk bestond de cast van het eerste seizoen uit: Julie Boone, Melissa van Hoydonck, Natassia Van Kerkvoorde, Oona Noyen, Kiki Rom Colthoff, Annelies Schetters en Amy De Winter.
Boone, die als een van de eerste gecast werd, was uiteindelijk maar in slechts 5 afleveringen te zien, en één aflevering daarvan was slechts een cameo-optreden. Door het uitstellen van de opnames kon zij niet aanwezig zijn tijdens latere opnames in verband met haar zwangerschap. Daarvoor was Debby Gommeren gecast tot "friend of the housewives", om het lege plekje van Boone te vervullen. Gommeren zou in eerste instantie ook mee gaan op de girls trip naar Durbuy, maar aangezien de girls trip in de serie was georganiseerd door Van Kerkvoorde, vond Gommeren het niet gepast om haar gezicht toen al te laten zien. Hierdoor werd toch de cameo-optreden van Boone opgenomen.
Nog voor de opnames van de reünie van het eerste seizoen liet Noyen weten niet mee te doen aan het tweede seizoen. Na eigen zeggen is de show niet geworden als waar ze voor gevraagd werd en waar ze ja op heeft geantwoord.
Ook de andere vrouwen waren sceptisch over het tweede seizoen waar zeker over onderhandeld moest gaan worden. In juni begonnen de opnames van het tweede seizoen. Aisha Van Zele was benaderd om deel te nemen aan het tweede seizoen, maar wees het aanbod af.

## Format
De serie focust zich op de levens van zeven upper-class vrouwen wonend in en om Antwerpen. De serie laat hun eigen individuele levens zien, zowel op persoonlijk als op professioneel vlak, maar ook de sociale interacties onderling. Afleveringen werken als hoogtepunt vaak toe naar een zogeheten "tent-pole" activiteit, waar alle hoofdpersonages bij aanwezig zijn. Dit is meestal een verjaardag of een groepsdiner. Daarnaast is een vast onderdeel van het format ook een "girls trip", een groepsreis naar een vakantiebestemming. (Durbuy, seizoen 1) waarop alle hoofdpersonages meegaan.
De franchise wordt beschreven als "docu-soap", ofwel een realityserie met invloeden uit het soap-genre. Er wordt in dit format geen gebruikgemaakt van een voice-over, de scènes worden aan elkaar verbonden door quotes van de hoofdpersonages zelf. Deze worden opgenomen in zogeheten "confessions", hier wordt vaker dieper ingegaan op wat de hoofdpersonages bedoelden met wat ze deden of zeiden. Daarnaast reageren ze hier ook op uitspraken en houdingen van elkaar en de overige karakters in de serie.
De serie sluit af met één reünie-aflevering, waarbij de hoofdpersonages weer samenkomen en de gebeurtenissen van het seizoen en daarbuiten bespreken. In tegenstelling tot de overige afleveringen, heeft deze laatste aflevering een presentator.

## Cast

### Hoofdrol
- Melissa van Hoydonck (7 juni 1989) is verloofd met de Franse kaakchirurg Ludovic Altermatt, met wie ze een dochter heeft. Ze werkt niet, maar helpt haar man daar waar ze kan.
- Amy De Winter (7 april 1995) is internationaal model. Ze probeert nu haar leven meer invulling te geven dan alleen het modellenwerk.
- Julie Boone (2 oktober 1995) is getrouwd met plastisch chirug Maarten Doornaert, met wie ze een dochter heeft. Daarnaast is ze druk bezig met haar eigen verzoringsproduct.
- Annelies Schetters (1974) is kapper van beroep en runt haar eigen salons.
- Kiki Rom Colthoff (1991) is getrouwd met Philippe, met wie ze drie kinderen heeft. Daarnaast runt ze haar eigen babykledingmerk UAUA Collections.
- Oona Noyen (16 juli 1988) heeft een eigen PR-bureau en runt samen met haar man Koen Meerberghs een car wrapping-imperium. Samen met haar man heeft ze een zoon en dochter.
- Natassia Van Kerkvoorde (24 januari 1992) is een zelfstandige ondernemer van twee succesvolle bedrijven. Ze heeft samen met haar verloofde Wout Bru twee dochters.
- Camelia Huls

### Friend
Buiten de zeven hoofdrollen kent de franchise ook de zogeheten "Friend of the Housewives". Dit zijn vrouwen die vaker terugkomen in de serie en net als de hoofdrollen ook een of meerdere confessions opnemen. Voor The Real Housewives of Antwerp was Debby Gommeren tot nu toe de enige friend tijdens de show. 
- Debby Gommeren (10 maart 1988) is een mediapersoonlijkheid en een voormalig Miss Belgium Earth en Playboy model.

Overzicht
| Castleden                   | Seizoenen | Seizoenen | Seizoenen | Seizoenen |
| Castleden                   | 1         | 2         |           |           |
| --------------------------- | --------- | --------- | --------- | --------- |
| Melissa van Hoydonck        | Hoofdrol  | Hoofdrol  |           |           |
| Amy De Winter               | Hoofdrol  | Hoofdrol  |           |           |
| Julie Boone                 | Hoofdrol  | Hoofdrol  |           |           |
| Annelies Schetters          | Hoofdrol  | Hoofdrol  |           |           |
| Kiki Rom Colthoff           | Hoofdrol  | Hoofdrol  |           |           |
| Natassia Van Kerkvoorde     | Hoofdrol  | Hoofdrol  |           |           |
| Oona Noyen                  | Hoofdrol  |           |           |           |
| Camelia Huls                |           | Hoofdrol  |           |           |
| 'Friends' van de housewives |           |           |           |           |
| Debby Gommeren              | Friend    |           |           |           |

### "Rolverdeling"
| Housewive               | Seizoen 1 |
| ----------------------- | --------- |
| Natassia Van Kerkvoorde | 8         |
| Amy De Winter           | 8         |
| Kiki Rom Colthoff       | 8         |
| Melissa van Hoydonck    | 8         |
| Annelies Schetters      | 8         |
| Oona Noyen              | 8         |
| Julie Boone             | 6         |
| Debby Gommeren          | 3         |

## Seizoen 1

### Taglines
Melissa"Geld hebben is niet het belangrijkste in het leven, geld uitgeven wel."
Amy"Mijn leven is één grote catwalk, maar probeer mij niet van mijn podium te duwen."
Julie"Antwerpen is niet the place to be. Ik ben the place to be."
Annelies"Ik ga niemand een oog uitsteken. Stel je voor, ik zou een nagel breken."
Kiki"Ik werk keihard, maar ik play nog veel harder."
Oona"In het onstuimige Antwerpen, ben ik de veilige haven."
Natassia"Mijn hart is heel groot, maar als je erop trapt, krijg je het hard te verduren."

### Afleveringen
| Nr. | Titel                       | Datum         |
| --- | --------------------------- | ------------- |
| 1 | The Real Housewarming       | 17 maart 2025 |
| Nu Natassia's huis klaar is nodigt ze iedereen uit voor haar housewarming. Haar man mag het eten verzorgen, maar Annelies heeft daar haar eigen mening voor. Tijdens het etentje lopen de spanningen hoog op wanneer Amy een oude "ruzie" ophaalt tussen haar en Julie.              |                             |               |
| 2 | Catfight on the Catwalk     | 17 maart 2025 |
| Julie heeft een gender reveal party, maar heeft stres dat het uitloopt op een ruzie na het etentje bij Natassia, echter lijkt juist Julie's beste vriend roet in het eten te gooien. Natassia krijgt steeds meer afkeer tegen Amy.                                                   |                             |               |
| 3 | There's Something About Amy | 17 maart 2025 |
| Na de modeshow zit het Amy niet lekker hoe de andere vrouwen tegen haar hebben gedaan. Terwijl Oona de situatie probeert op te lossen tijdens een event van Annelies lijkt de clash juist groter te worden dan dat het zou hoeven zijn.                                              |                             |               |
| 4 | Game, Set, Match            | 17 maart 2025 |
| Melissa, Natassia en Amy proberen tijdens een gesprek hun onderlinge vetes uit te praten. Dit lijkt te hebben gewerkt en Natassia nodigt iedereen uit voor een weekendje Durbuy. |                             |               |
| 5 | Smelly Catfights in Durbuy  | 17 maart 2025 |
| Aangekomen in Durbuy krijgt Natassia niet van alle vrouwen de dankbaarheid waar ze op had gerekend. Hoewel Natassia het erbij neerlegt lijkt het etentje bij een sterrenrestaurant de druppel te zijn. Alle frustraties belanden op tafel waarbij het Amy ook nu Oona te veel wordt. |                             |               |
| 6 | Durbuy Part Two             | 17 maart 2025 |
| Er heerst een koude oorlog tussen Annelies en Amy aan de ene kant en Natassia, Melissa, Oona en Kiki aan de andere. Toch besluit Kiki naar de verjaardag van Amy's hondje Ralphie te gaan.                                                                                           |                             |               |
| 7 | Knocked Off                 | 17 maart 2025 |
| Kiki en Natassia besluiten verder aan de goede sfeer te werken door alle dames uit te nodigen in Knokke. De plus one van Annelies gooit echter roet in de champagne. |                             |               |
| 8 | De Reünie                   | 23 mei 2025   |
| |                             |               |